# Медейко, Владимир Иванович
Влади́мир Ива́нович Меде́йко (29 ноября 1915, Петроград — 6 ноября 2000, Санкт-Петербург) — заслуженный строитель РСФСР, главный инженер, затем директор Метропроекта — Ленметрогипротранса.
Участвовал в проектировании железнодорожных туннелей и метрополитена в СССР и за границей (в Сирии и Ливане, странах Варшавского договора), а также туннелей БАМ.

## Биография

### Ранние годы
Владимир Медейко родился 29 ноября 1915 года в Петрограде.
С сентября 1931 года по июнь 1933 года — ученик-токарь ФЗУ при заводе имени Свердлова. С июня 1933 года по сентябрь 1935 года — механик-сборщик на Оптико-механическом заводе имени ОГПУ.
В сентябре 1935 года поступил на рабфак при Электромеханическом институте, где учился по июнь 1936 года. В июне 1936 года поступил на гидрофакультет Ленинградского Политехнического Института (специальность — «Утилизация водной энергии»). 27 июня 1941 года получил диплом инженера-строителя-гидротехника, является почётным выпускником (фотография на доске почёта).

### Военная служба
С июня 1941 года по май 1942 года — курсант в училище противовоздушной обороны ВМФ.
С мая 1942 года по июль 1943 года — командир роты в 317 пулемётном батальоне. 22 ноября 1942 года Указом Президиума Верховного Совета СССР награждён медалью «За оборону Ленинграда», которая была вручена 26 июля 1943 года. С июля 1943 года по май 1944 года — командир роты в 318 пулемётном батальоне.
В мае — октябре 1944 года — командир батареи в 9 отдельном зенитном артиллерийском дивизионе. С октября 1944 года по июнь 1947 года — командир батареи в 125 отдельном артиллерийском дивизионе.
Во время Великой Отечественной войны командовал зенитной батарей на защите кораблей Краснознамённого Балтийского флота в блокадном Ленинграде, затем в Ораниенбауме, в конце войны — в Германии. В 1947 году демобилизовался.

### Инженер
В 1947—1977 годах работал в «Ленметропроекте»:
- июнь 1947 года — февраль 1949 года — инженер в проектно-конструкторском отделе.
- февраль 1949 года — август 1950 года — старший инженер-бригадир в производственно-техническом отделе.
- август 1950 года — март 1952 года — главный инженер проекта специальных сооружений.
- март 1952 года — ноябрь 1953 года — начальник конструкторского отдела.
- ноябрь 1953 года — и. о. начальника и одновременно и. о. главного инженера проекта.
- апрель 1954 года — начальник.
- июль 1955 года — главный инженер (переведён в связи с возвращением начальника из спец. командировки).
- июнь 1969 года — июль 1977 года — начальник.
- С июля 1977 года по апрель 1981 года — начальник «Ленметрогипротранса». (В 1977 году «Ленметропроект» был преобразован в «Ленметрогипротранс»).

7 ноября 1977 года В. И. Медейко было присвоено почётное звание Заслуженный строитель РСФСР.
В апреле — июле 1981 года — пенсионер республиканского значения.
В 1981—1991 годах — на работе в техническом отделе Управления метрополитена им. Ленина: с июля 1981 по декабрь 1982 года — инженер, с января 1983 по ноябрь 1987 года — старший инженер, с ноября 1987 по март 1991 года — ведущий инженер.
Под руководством В. И. Медейко и при его участии проектировались, в частности:
- линии Ленинградского метро;
- железнодорожные тоннели на линии Сталинск-Абакан;
- железнодорожные тоннели на линии Абакан-Тайшет;
- Байкальский тоннель БАМа;
- Северо-Муйский тоннель БАМа;
- железнодорожные тоннели в Сирии;
- тоннели предприятия «Апатит»;
- тоннели на Корушуновском ГОКе;
- подводный автомобильный тоннель под Морским каналом в Ленинграде.

Прекратил трудовую деятельность в связи с обширным инсультом.

## Награды
- Орден Трудового Красного Знамени
- Орден Красной Звезды
- Медаль «За отвагу»[9][10]
- Медаль «За оборону Ленинграда» (22 ноября 1942)[9]
- Медаль «За победу над Германией в Великой Отечественной войне 1941—1945 гг.»[9]
- Медаль «Двадцать лет победы в Великой Отечественной войне 1941—1945 гг.»
- Медаль «За доблестный труд. В ознаменование 100-летия со дня рождения В. И. Ленина»
- Медаль «50 лет Вооружённых Сил СССР»
- Медаль «Ветеран труда»
- Юбилейная медаль «Тридцать лет Победы в Великой Отечественной войне 1941—1945 гг.»
- Заслуженный строитель РСФСР[1]

## Дети
- Игорь (род. 1942), специалист в области сейсморазведки, директор телеканала в Нарьян-Маре[11][12].
- Ирина (род. 1946), кандидат технических наук, рук. группы всесоюзного обучения специалистов по геотехконтролю во ВНИИГ, главный бухгалтер и старший научный сотрудник в ООО «Экотехнология».
- Владимир (род. 1975). Директор НП «Викимедиа РУ» (2008[13]—2023). В 2000-х годах стал первым администратором русскоязычного раздела Википедии[14]. 24 мая 2023 года подал в отставку с должности директора НП «Викимедиа РУ»[15] в связи с тем, что он тайно разрабатывал собственный аналог «Википедии» под названием «Рувики»[16]. В русской Википедии Медейко был лишён флага администратора и бессрочно заблокирован[17][18].